# Ligabue Campovolo - Il film 3D
Ligabue Campovolo - Il film 3D è un film concerto del 2011 che documenta il concerto del Rocker italiano Luciano Ligabue tenuto all'aeroporto di Reggio Emilia, il 16 luglio 2011 di fronte a 120.000 persone.
Si tratta del secondo concerto tenuto dal cantautore nell'aeroporto dopo quello del 2005; e in quell'occasione suonò ancora una volta con i ClanDestino, La Banda, Il Gruppo, e gli Orazero; più due ospiti speciali Mauro Pagani (violino, bouzouki, armonica e flauto) e Corrado Rustici (chitarra).

## Canzoni presenti nel film
1. Questa è la mia vita
2. Un colpo all'anima
3. I ragazzi sono in giro
4. Ci sei sempre stata
5. Le donne lo sanno
6. I duri hanno due cuori
7. Marlon Brando è sempre lui
8. Ho ancora la forza
9. Quella che non sei
10. Certe notti
11. Tra palco e realtà
12. Buonanotte all'Italia
13. Quando canterai la tua canzone
14. A che ora è la fine del mondo?
15. Piccola stella senza cielo
16. Urlando contro il cielo
17. Il meglio deve ancora venire
18. Ora e allora (Studio version)